# Eda Warren
Pour les articles homonymes, voir Warren.

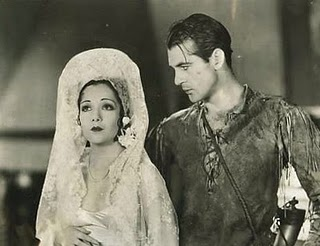
Le Chant du loup (1929), avec Lupe Vélez et Gary Cooper

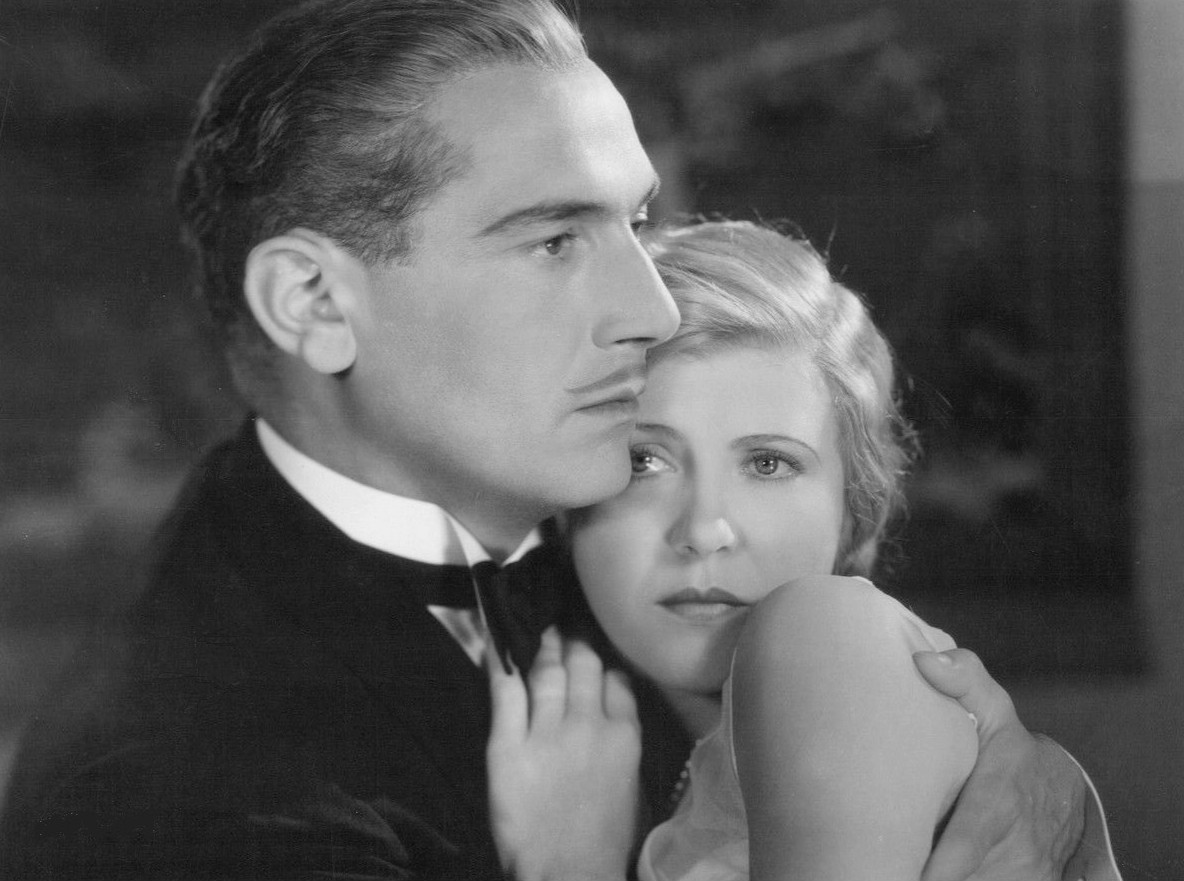
The Right to Love (1930), avec Paul Lukas et Ruth Chatterton

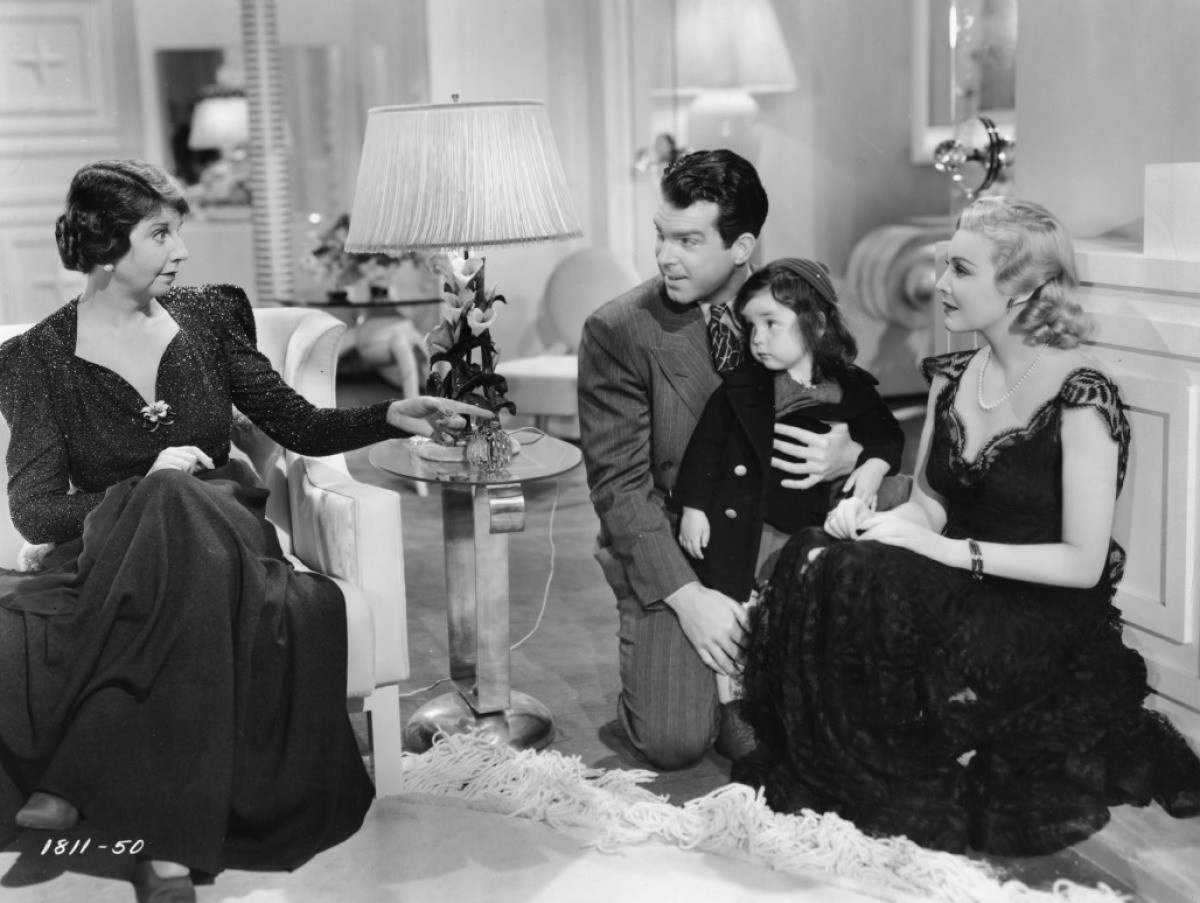
Honeymoon in Bali (1939, avec Helen Broderick, Fred MacMurray, Carolyn Lee et Madeleine Carroll (de g. à d.)

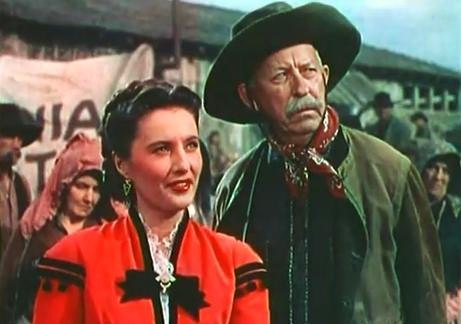
Californie terre promise (1947), avec Barbara Stanwyck et Will Wright

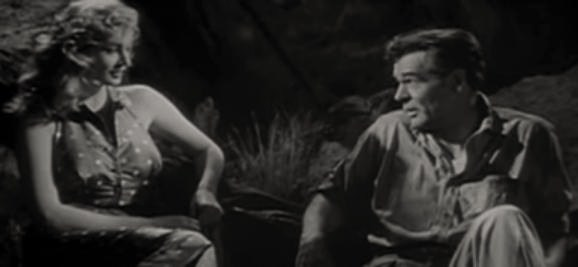
Les Échappés du néant (1956), avec Anita Ekberg et Robert Ryan

Eda Warren — née le 17 octobre 1903 à Denver (Colorado), morte le 15 juillet 1980 à Los Angeles, quartier de Woodland Hills (Californie) — est une monteuse américaine, membre de l'ACE.

## Biographie
Eda Warren débute comme monteuse sur Un homme en habit de Luther Reed (avec Adolphe Menjou et Virginia Valli) et Hula de Victor Fleming (avec Clara Bow et Clive Brook) ; ces deux films muets sortent en 1927 et sont produits par la Paramount, où elle mène une partie de sa carrière.
Elle travaille souvent avec le réalisateur John Farrow, notamment sur Les Yeux de la nuit (1948, avec Edward G. Robinson et Gail Russell), Terre damnée (1950, avec Ray Milland et Hedy Lamarr), La Femme et le Rôdeur (1957, avec Diana Dors et Rod Steiger) et John Paul Jones, maître des mers (1959, avec Robert Stack et Bette Davis).
Citons également Le Chant du loup de Victor Fleming (1929, avec Gary Cooper et Lupe Vélez), Le général est mort à l'aube de Lewis Milestone (1936, avec Gary Cooper et Madeleine Carroll), Ma femme est une sorcière de René Clair (1942, avec Fredric March et Veronica Lake), Strategic Air Command d'Anthony Mann (1955, avec James Stewart et June Allyson), ou encore Taras Bulba de J. Lee Thompson (1962, avec Tony Curtis et Yul Brynner).
Le dernier de ses soixante-dix films américains (ou en coproduction) est La Marine en folie de Frank Tashlin (avec Bob Hope et Phyllis Diller), sorti en 1968.
Pour la télévision, Eda Warren est monteuse sur un téléfilm (1965) et six séries (1957-1967), dont Aventures dans les îles (un épisode, 1960) et La Quatrième Dimension (quatre épisodes, 1963).

## Filmographie partielle

### Cinéma
- 1927 : Un homme en habit (Evening Clothes) de Luther Reed
- 1927 : Hula de Victor Fleming
- 1928 : Mon rabbin chez mon curé (Abie's Irish Rose) de Victor Fleming
- 1929 : Le Chant du loup (The Wolf Song) de Victor Fleming
- 1929 : La Danseuse de corde (Dangerous Curves), réalisé par Lothar Mendes
- 1930 : The Right to Love de Richard Wallace
- 1930 : Ladies Love Brutes de Rowland V. Lee
- 1933 : Club de minuit (Midnight Club) d'Alexander Hall et George Somnes (en)
- 1933 : Chanteuse de cabaret (Torch Singer) d'Alexander Hall et George Somnes (en)
- 1934 : La Demoiselle du téléphone (Ladies Should Listen), de Frank Tuttle
- 1935 : L'Infernale Poursuite (Car 99) de Charles Barton
- 1935 : Roses de sang (So Red the Rose) de King Vidor
- 1936 : Le général est mort à l'aube (The General Died at Dawn) de Lewis Milestone
- 1936 : L'Homme à l'héliotrope (Forgotten Faces) d'Ewald André Dupont
- 1936 : Transatlantic Follies (Anything Goes), de Lewis Milestone
- 1937 : Trompette Blues (Swing High, Swing Low) de Mitchell Leisen
- 1938 : L'Évadé d'Alcatraz (King of Alcatraz) de Robert Florey
- 1938 : Big Broadcast of 1938 (The Big Broadcast of 1938) de Mitchell Leisen
- 1939 : Lune de miel à Bali (Honeymoon in Bali) d'Edward H. Griffith
- 1939 : Le Roi de Chinatown (King of Chinatown) de Nick Grinde
- 1940 : Le Mystère de Santa Marta (Rangers of Fortune) de Sam Wood
- 1941 : Une nuit à Lisbonne (One Night in Lisbon) d'Edward H. Griffith
- 1941 : Sous le ciel de Polynésie (Bahama Passage) d'Edward H. Griffith
- 1941 : Virginia d'Edward H. Griffith
- 1942 : Ma femme est une sorcière (I Married a Witch) de René Clair
- 1942 : Madame veut un bébé (The Lady Is Willing) de Mitchell Leisen
- 1943 : Le Défilé de la mort (China) de John Farrow
- 1944 : Quatre Flirts et un cœur (And the Angels Sing) de George Marshall
- 1944 : Hitler et sa clique (The Hitler Gang) de John Farrow
- 1945 : Les Caprices de Suzanne (The Affairs of Susan) de William A. Seiter
- 1945 : You Came Along de John Farrow
- 1946 : Révolte à bord (Two Years Before the Mast) de John Farrow
- 1947 : Californie terre promise (California) de John Farrow
- 1948 : Les Yeux de la nuit (Night Has a Thousand Eyes) de John Farrow
- 1948 : La Grande Horloge (The Big Clock) de John Farrow
- 1949 : Un pacte avec le diable (Alias Nick Beal) de John Farrow
- 1950 : Terre damnée (Copper Canyon) de John Farrow
- 1950 : Voyage sans retour (Where Danger Lives) de John Farrow
- 1951 : La Part du jeu (Darling, How Could You!) de Mitchell Leisen
- 1951 : Fini de rire (His Kind of Woman) de John Farrow et Richard Fleischer
- 1951 : Duel sous la mer (Submarine Command) de John Farrow
- 1952 : Le Fils de visage pâle (Son of Paleface) de Frank Tashlin
- 1953 : Le Triomphe de Buffalo Bill (Pony Express) de Jerry Hopper
- 1954 : Le Secret des Incas (Secret of the Incas) de Jerry Hopper
- 1955 : Strategic Air Command d'Anthony Mann
- 1955 : Le Doigt sur la gâchette (At Gunpoint) d'Alfred L. Werker
- 1956 : Les Échappés du néant (Back from Eternity) de John Farrow
- 1956 : Johnny Concho de Don McGuire
- 1957 : La Femme et le Rôdeur (The Unholy Wife) de John Farrow
- 1959 : Cargaison dangereuse (The Wreck of the Mary Deare) de Michael Anderson
- 1959 : John Paul Jones, maître des mers (John Paul Jones) de John Farrow
- 1960 : Les Hors-la-loi (One Foot in Hell) de James B. Clark
- 1961 : Le Temps du châtiment (The Young Savages) de John Frankenheimer
- 1962 : Taras Bulba de J. Lee Thompson
- 1962 : Les Fuyards du Zahrain (Escape from Zahrain) de Ronald Neame
- 1964 : Les Nouveaux Internes (The New Interns) de John Rich
- 1968 : La Marine en folie (The Private Navy of Sgt. O'Farrell) de Frank Tashlin

### Télévision
(séries, sauf mention contraire)
- 1960 : Aventures dans les îles (Adventures in Paradise), saison 1, épisode 19 Éden (Isle of Eden) de Gerd Oswald
- 1963 : La Quatrième Dimension (The Twilight Zone), Saison 4, épisode 5 La Muette (Mute) de Stuart Rosenberg, épisode 10 Le Bon Vieux Temps (No Time Like the Past) de Jus Addiss, épisode 12 Un rêve de génie (I Dream of Genie) de Robert Gist et épisode 15 Le Monde incroyable d'Horace Ford (The Incredible World of Horace Ford) d'Abner Biberman
- 1965 : Barney, téléfilm de Hy Averback
- 1965 : Adèle (Hazel), saison 4, épisode 24 Hazel's Inquisitive Mind de William D. Russell